# Cerodontha alpestris
Cerodontha alpestris är en tvåvingeart som beskrevs av Martinez 1987. Cerodontha alpestris ingår i släktet Cerodontha och familjen minerarflugor.
Artens utbredningsområde är Frankrike. Inga underarter finns listade i Catalogue of Life.